# 효자문 (영화)
"효자문"은 1968년 공개된 대한민국의 영화이다.

## 배역
- 신영균
- 문희
- 한은진